# Universitas Malikussaleh
Universitas Malikussaleh – indonezyjska uczelnia publiczna w Lhokseumawe (okręg specjalny Aceh). Uczelnia została założona w 1969 roku; od 2001 roku funkcjonuje jako uniwersytet państwowy.